# 高亞國家公園

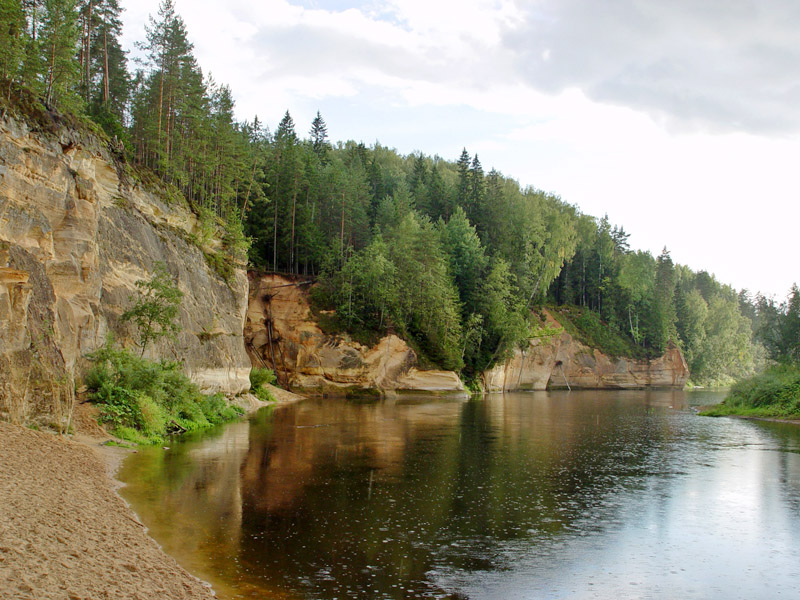

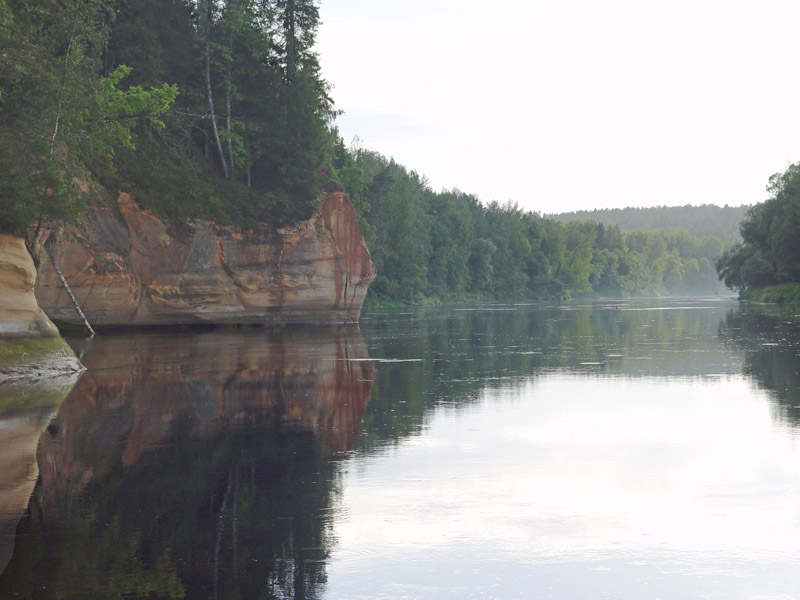

高亞國家公園是拉脫維亞的國家公園，得名于流经的高亞河，位於該國中部，距離瓦爾米耶拉僅數公里，始建於1973年9月14日，面積917平方公里，是149種鳥類和48類哺乳類動物的棲息地。

## 外部連結
- Gauja National Park website
- Lacu miga (The bears' den) hotel and restaurant - Līgatne